# Stephen Dunne
Stephen Dunne  (Northampton, 13 de janeiro de 1918 — Los Angeles, 2 de setembro de 1977) foi um ator norte-americano.

## Biografia
De 1945 a 1973, Stephen atuou na televisão e no cinema, também conhecido como Steve Dunne, Michael Dunne, Stephen Dunne e Steve Dunne. Ele também teve vários papéis no rádio, incluindo a voz do detetive particular Sam Spade em The Adventures of Sam Spade de 1950 a 1951. Durante a temporada de 1960-61 do show,  ele e Mark Roberts (1921-2006) interpretaram irmãos detetives particulares na série de televisão sindicalizada The Brothers Brannagan.
Stephen apareceu em vários programas de televisão, incluindo Professional Father, The Millionaire, Alfred Hitchcock Presents, Petticoat Junction, Batman (episódios 47 e 48), Dragnet 1967, Nanny and the Professor e The Brady Bunch.